# Mark Zakharov
Mark Zakharov (russisk: Марк Анатольевич Захаров) (født 13. oktober 1933 i Moskva i Sovjetunionen, død 28. september 2019 i Moskva i Rusland) var en sovjetisk filminstruktør, skuespiller og manuskriptforfatter.

## Filmografi
- Stojanka pojezda - dve minuty (Стоянка поезда – две минуты, 1972)[2][3]
- 12 stuljev (12 стульев, 1976)
- Obyknovennoje tjudo (Обыкновенное чудо, 1978)
- Tot samyj Mjunkhgauzen (Тот самый Мюнхгаузен, 1979)
- Dom, kotoryj postroil Svift (Дом, который построил Свифт, 1982)
- Formula ljubvi (Формула любви, 1984)
- Dræb dragen (Убить дракона, 1989)